# Дон-Педру-ди-Алкантара
Дон-Педру-ди-Алкантара (порт. Dom Pedro de Alcântara) — муниципалитет в Бразилии, входит в штат Риу-Гранди-ду-Сул. Составная часть мезорегиона Агломерация Порту-Алегри. Входит в экономико-статистический микрорегион Озориу. Население составляет 2918 человек на 2006 год. Занимает площадь 78,158 км². Плотность населения — 37,3 чел./км².

## Статистика
- Валовой внутренний продукт на 2003 год составляет 15.530.005,00 реалов (данные: Бразильский институт географии и статистики).
- Валовой внутренний продукт на душу населения на 2003 год составляет 5.570,30 реалов (данные: Бразильский институт географии и статистики).
- Индекс развития человеческого потенциала на 2000 год составляет 0,767 (данные: Программа развития ООН).